# 웅기만
웅기만(雄基灣)은 선봉구역에 위치해 있는 만이다. 조산만의 일부이다. 

## 상세
명태, 청어, 대구 등의 어로 기지인 웅기항(동선봉항)이 위치해 있다.

## 같이 보기
- 라진만
- 조산만